# Echeveria derenbergii
Echeveria derenbergii (J.A.Purpus, 1921) è una pianta succulenta appartenente alla famiglia delle Crassulaceae, endemica del Messico.

## Descrizione
Ha rosette che formano cespuglietti con foglie corte, concave verdi e marginate di rosso. I fiori sono di color giallo arancio.

## Distribuzione e habitat
E. derenbergii è originaria delle zone semi-desertiche del Messico.

## Tassonomia
La classificazione tradizionale assegna le Crassulacee, tra cui E. derenbergii, all’ordine Rosales; la Classificazione APG III le colloca in Saxifragales.

### Specie simili
- Echeveria elegans
- Greenovia diplocycla

## Usi e coltivazione
E. derenbergii è molto apprezzata come pianta ornamentale. È molto adatta alla coltivazione in vaso.